# بيلي هنتر (لاعب كرة قدم)
بيلي هنتر (بالإنجليزية: Billy Hunter)‏ (و. 1885 – 1937 م) هو لاعب كرة قدم، ومدرب كرة قدم بريطاني، توفي عن عمر يناهز 52 عاماً.

## الخدمة العسكرية
خدم في الجيش البريطاني.

## روابط خارجية
- بيلي هنتر على موقع عالم كرة القدم.نت (الإنجليزية)
- بيلي هنتر على موقع أوليمبيديا (الإنجليزية)